# مرکز پشتیبانی صنایع آب و برق و توسعه صادرات وزارت نیرو
مرکز پشتیبانی صنایع آب و برق و توسعه صادرات وزارت نیرو از زیرمجموعه‌های وزارت نیروی ایران است که در راستای بهبود عملکرد صادرات در صنایع آب و برق در فروردین سال ۱۳۹۴ آغاز بکار نمود و با حکم حمید چیت چیان وزیر نیرو، همایون حائری به عنوان اولین رئیس آن برگزیده شد. این شرکت جایگزین ساتکاب شده است. پیش از تأسیس این مرکز، دفتر توسعه صادرات و صدور خدمات فنی و مهندسی وزارت نیرو در زمینه صادرات و حمایت از صنایع آب و برق در مجموعه این وزارتخانه فعالیت می‌کرد.

## اهداف
- توسعه و ارتقای فناوری در صنعت آب و برق
- پشتیبانی و حمایت از توسعه فعالیت شرکت‌های خصوصی پشتیبان صنعت آب و برق (مشاوران، پیمان‌کاران و سازندگان تجهیزات)
- توسعه صادرات برق و تجهیزات و خدمات فنی و مهندسی در حوزه صنعت آب و برق
- توسعه روابط و همکاری‌های بین‌الملل
- زمینه‌سازی برای استفاده هرچه بیشتر از فرصت‌های خارجی و بین‌المللی برای ارتقای صنعت آب و برق کشور